# Conus judaceus
Conus judaceus é uma espécie de gastrópode do gênero Conus, pertencente à família Conidae.